# Estación de Martigny
La estación de Martigny es la principal estación ferroviaria de la comuna suiza de Martigny, en el Cantón del Valais.

## Historia y situación
La estación de Martigny fue inaugurada en el año 1859 con la puesta en servicio del tramo Le Bouveret - San Mauricio - Martigny, que pertenece el primer segmento a la línea del Tokin y el segundo, a la línea Lausana - Brig, más conocida como la línea del Simplon. En 1860 se inauguró el tramo Martigny - Sion, que en años posteriores llegaría hasta Brig. Además, en 1906 se puso en servicio la línea de vía métrica Martigny - Châtelard (MC), y en 1910 la línea Martigny - Orsières (MO). Actualmente estos dos ferrocarriles son operados por TMR (Transports de Martigny et Régions).
Se encuentra ubicada en el norte del núcleo urbano de Martigny. Cuenta con dos andenes, uno central y otro lateral, a los que acceden tres vías pasantes y una vía topera en dirección Brig. En la estación también hay otras tres vías pasantes y varias vías toperas para el apartado de material. En el este de la estación hay una desviación donde nace la línea hacia Orsières. En la plaza de la estación se inicia la línea de ancho métrico hacia Châtelard.
En términos ferroviarios, la estación se sitúa en la línea Lausana - Brig. Sus dependencias ferroviarias colaterales son la estación de Vernayaz hacia Lausana, y la estación de Charrat-Fully en dirección Brig. Es también el inicio de la línea Martigny - Orsières/Le Chable y la línea de vía métrica Martigny - Châtelard.

## Servicios ferroviarios
Los servicios ferroviarios de esta estación están prestados por SBB-CFF-FFS, TMR y por RegionAlps, empresa participada por los SBB-CFF-FFS y que opera servicios de trenes regionales en el Cantón del Valais:

### Larga distancia
- IR Ginebra-Aeropuerto - Ginebra-Cornavin - Nyon - Morges - Lausana - Vevey - Montreux - Aigle - Bex - San Mauricio - Martigny - Sion - Sierre - Leuk - Visp - Brig.
- TGV París-Lyon - Lausana - Montreux  - Aigle - Martigny - Sion - Sierre - Leuk - Visp - Brig. Solo circula en temporada invernal.

### Regional
- R Saint-Gingolph - Monthey - San Mauricio - Sion - Brig. Efectúa parada en todas las estaciones y apeaderos del trayecto. Algunos trenes sólo realizan el trayecto Monthey - Brig. Operado por RegionAlps.
- R Martigny - Orsières/Le Chable. Operado por TMR.
- R Martigny - Châtelard. Operado por TMR.